# الجمعة العجيبة
الجمعة العجيبة (بالإنجليزية: Freakier Friday) هو فيلم كوميديا وفنتازيا أمريكي صدر عام 2025 من إخراج نيشا جاناترا وكتابة جوردان ويس. الفيلم من إنتاج والت ديزني بيكتشرز ويُعد تكملة لفيلم الجمعة العجيبة (2003)، المقتبس بدوره من رواية ماري رودجرز الصادرة عام 1972، وهو الفيلم السابع في السلسلة. يعيد كل من جيمي لي كيرتس، ليندسي لوهان، مارك هارمون، تشاد مايكل موراي، روزاليند تشاو، ريان مالغاريني، كريستينا فيدال ميتشل، هايلي هادسون، ستيفن توبولوسكي ولوسيل سونغ تجسيد أدوارهم من الفيلم الأصلي، مع انضمام جوليا باترز، صوفيا هامونز (في أول ظهور سينمائي لها) وماني جاسينتو إلى طاقم العمل.
صُوّر الفيلم في الفترة من يونيو إلى أغسطس 2024. وعُرض لأول مرة في مسرح إل كابيتان في لوس أنجلوس في 22 يوليو 2025، ثم طُرح في دور العرض بواسطة والت ديزني ستوديوز موشن بيكتشرز في 8 أغسطس. تلقى الفيلم تقييمات إيجابية بشكل عام من النقاد.

## قصة الفيلم
بعد مرور 22 عامًا على أحداث الفيلم الأول، أصبحت آنا كولمان منتجة ومديرة موسيقية، وتساعدها والدتها تيس في تربية ابنتها المراهقة هاربر. تدخل هاربر في شجار مع زميلة جديدة في الصف، وهي الطالبة البريطانية ليلي ديفيز، وبعد أن تتسببان معًا في حادثة خلال حصة الكيمياء، تُستدعى آنا إلى مكتب المدير، حيث تلتقي بوالد ليلي، إريك، وتقع في حبه. بعد ستة أشهر، يعلنان خطبتهما، لكن الشقيقتين غير الشقيقتين المستقبليتين لا تشعران بالرضا؛ إذ تخشى هاربر أن تنتقل والدتها إلى لندن وتتركها مع تيس، بينما ترغب ليلي في العودة إلى لندن بدل البقاء بشكل دائم في لوس أنجلوس. يتصاعد التوتر بينهما حتى تندلع بينهما معركة طعام في معرض بيع الحلويات، ما يؤدي إلى معاقبة صفهما بالاحتجاز المدرسي.
خلال حفل توديع العزوبية لآنا، تخضع آنا وتيس، ولاحقًا هاربر وليلي، لقراءة كف منفصلة على يد العرّافة المزعومة مدام جين، التي تحذرهما من حياتهما الممزقة. ثم يقع زلزال، لا يشعر به سوى الأربعة. وفي صباح اليوم التالي، يكتشفون أنهم قد تبادلوا الأجساد — آنا وتيس أصبحتا في جسدي هاربر وليلي، والعكس صحيح.
تذهب آنا وتيس إلى المدرسة وتقضيان وقتًا في الاحتجاز قبل أن تغادرا للبحث عن مدام جين لمعرفة المزيد عن التبديل، فتخبرهما بأن عليهما "إصلاح قلوب بعضهما البعض". في الوقت نفسه، تقرر هاربر وليلي استغلال هوياتهما الجديدة لإلغاء الزواج. يذهبان إلى جلسة تصوير لعميلة آنا، المغنية إيلا، ويساعدانها على تجاوز انفصالها، ويكتشفان أن آنا كتبت أغنية حب سرية ربما تكون عن حبيبها السابق في المدرسة الثانوية جيك، فيقرران أنه قد يساعد في إنهاء علاقتها بإريك. تفشل هاربر في محاولة إغواء جيك، لكن ليلي تتمكن من التقرب منه.
خلال مقابلة هجرة مع إريك، تدرك هاربر مدى معرفة إريك بأمها وحبه لها، وتبدأ في إعادة التفكير في خطة فسخ العلاقة، لكن ليلي ما زالت مصرة على إلغائها. وبعد أن تثير ضجة وتدعو جيك إلى عشاء البروفة، يقرر إريك أنه لا يستطيع الاستمرار في الخطوبة ويغادر. تغادر آنا الغاضبة والمحبطة لمساعدة إيلا في حفلها، وتلحق بها هاربر. وبينما تشعر ليلي بالانتصار في البداية، تُدرك بعد مواجهة مع تيس أن أنانيتها تسببت في تعاسة والدها. فتذهب للبحث عنه لإقناعه بعدم التخلي عن آنا، وينطلقان معًا للذهاب إليها في الحفل.
في الحفل، تكتشف آنا أن فرقتها القديمة Pink Slip حضرت بدعوة من إيلا لأداء أغنيتها على المسرح، وحين تخبر هاربر أنها كتبت الأغنية عنها، تتصالح الأم مع ابنتها وتؤديانها معًا. يشاهد إريك العرض ويجدد حبه لآنا، بينما تُدرك ليلي، وهي تراقب من وراء الكواليس مع تيس، أنها تريد أن تكون جزءًا من هذه العائلة. ومع عودة السلام بينهم، يعود كل منهم إلى جسده الأصلي. يتم الزواج كما هو مخطط له.

## طاقم التمثيل
- جيمي لي كورتيس في دور تيس كولمان
- ليندسي لوهان في دور آنا كولمان، ابنة تيس
- جوليا باترز في دور هاربر كولمان، ابنة آنا وحفيدة تيس
- صوفيا هامونز في دور ليلي ديفيز، ابنة زوج آنا المستقبلية، وأخت هاربر غير الشقيقة المستقبلية
- ماني جاسينتو في دور إريك ديفيز، خطيب آنا الجديد، والد ليلي، ووالد هاربر غير الشقيق المستقبلي
- مارك هارمون في دور ريان، زوج تيس، والد آنا وهاري غير البيولوجي، وجد هاربر غير البيولوجي
- تشاد مايكل موراي في دور جيك، حبيب آنا السابق
- مايتري راماكريشنان في دور إيلا، مغنية تعمل معها آنا
- روزاليند تشاو في دور بي-بي "ماما بي"، صاحبة مطعم صيني ساعدت تيس وآنا سابقًا
- فانيسا باير في دور مدام جين، قارئة بخت
- كريستينا فيدال ميتشل في دور مادي، إحدى أفضل صديقات آنا
- هايلي هدسون في دور بيغ، إحدى أفضل صديقات آنا
- رايان مالغاريني في دور هاري كولمان، ابن تيس، شقيق آنا الأصغر، وابن ريان غير البيولوجي، وعم هاربر
- لوسيل سونغ في دور والدة بي-بي
- ستيفن توبولوسكي في دور السيد إلتون بيتس، معلم هاربر وليلي الذي سبق أن علّم آنا
- جوردان إي. كوبر في دور جيت
- إيلاين هندريكس في دور بليك كايل
- كلوي فينمان في دور جيجي، معلمة رقص

## الانتاج
في مايو عام 2023، أعلنت شركة والت ديزني عن بدء تطوير جزء ثانٍ من فيلم الفانتازيا الكوميدي الشهير الجمعة العجيبة (2003)، من تأليف إليز هولاندر، مع تأكيد عودة النجمتين جيمي لي كورتيس وليندسي لوهان لتجسيد شخصيتي تيس كولمان وآنا كولمان اللتين ارتبط بهما الجمهور في النسخة السابقة. وفي مارس 2024، صرّحت لوهان بأن العمل على الجزء الجديد دخل مرحلة التطوير الفعلي، مع اختيار المخرجة نيشا جاناترا لقيادة المشروع، وتكليف الكاتبة جوردان فايس بإعادة صياغة السيناريو. شهد شهر يونيو 2024 انضمام مجموعة من الأسماء الجديدة إلى فريق التمثيل، من بينهم جوليا باترز، ماني جاسينتو، صوفيا هامونز، مايتري راماكريشنان، إلى جانب عودة عدد من ممثلي الجزء الأول، منهم مارك هارمون، تشاد مايكل موراي، كريستينا فيدال، هايلي هدسون، لوسيل سونغ، ستيفن توبولوسكي، وروزاليند تشاو. وفي يوليو من العام نفسه، انضم الممثل جوردان إي. كوبر إلى طاقم العمل. انطلق التصوير الرئيسي للفيلم في لوس أنجلوس بتاريخ 24 يونيو 2024، واستمر حتى 21 أغسطس من العام نفسه. في 9 أغسطس 2024، وخلال فعالية D23: The Ultimate Disney Fan Event، أعلن كل من كورتيس ولوهان عن العنوان الرسمي للفيلم أمام جمهور المعرض. وفي يناير 2025، كُشف عن انضمام الممثلة فانيسا باير إلى فريق العمل، كما أُعلن لاحقًا، بالتزامن مع طرح الإعلان التشويقي، عن مشاركة الممثلة إيلاين هندريكس في أحداث الفيلم. تولت إليانور إنفانتي مهمة المونتاج.

## الاصدار
عُرض فيلم الجمعة العجيبة لأول مرة في مسرح إل كابيتان بمدينة لوس أنجلوس في 22 يوليو 2025، قبل أن يُطرح في دور العرض السينمائي بالولايات المتحدة في 8 أغسطس.

## الاستقبال

### شباك التذاكر
في الولايات المتحدة وكندا، طُرح فيلم الجمعة العجيبة بالتزامن مع عرض فيلمي أسلحة وسكيتش، ومن المتوقع أن يحقق إيرادات افتتاحية تتراوح بين 27 و30 مليون دولار خلال عطلة نهاية الأسبوع الأولى.

### الاستجابة النقدية
على موقع تجميع المراجعات روتن توميتوز، حصد الفيلم نسبة تقييم إيجابية بلغت %75 من أصل 121 مراجعة نقدية، وجاء في الإجماع النقدي للموقع: "لا يعيد الفيلم ابتكار قصة الفيلم الأصلي بقدر ما يعيد خلط عناصر الصيغة المعتادة ليقدم جرعة من المتعة الخفيفة، مع عودة جيمي لي كورتيس وليندسي لوهان بسهولة إلى أدوار تناسبهما كما لو كانت قفازات مختلطة ولكن متطابقة." أما موقع ميتاكريتيك، الذي يعتمد على متوسط مرجّح للتقييمات، فقد منح الفيلم درجة 62 من 100 بناءً على 33 مراجعة، مشيرًا إلى أن التقييم العام "إيجابي في الغالب".
الناقدة مورين لي لينكر من مجلة إنترتينمنت ويكلي منحت الفيلم درجة A-، واصفةً إياه بأنه: "تحية صادقة من القلب إلى قوة بناء الروابط وتعزيزها، وإلى الحب العميق وغير المشروط، وإلى دفء وأمان العائلة المختارة، خاصة عندما تكون في أكثر حالاتها جنونًا." أما أولي ريتشاردز من مجلة تايم آوت فقد منحه ثلاث نجوم من أصل خمسة، وكتب: "هناك ثغرات منطقية وسردية لا حصر لها يمكن أن تنتقدها، لكنه يمنحك أسبابًا قليلة جدًا لرغبة القيام بذلك. إنه يوم جمعة أكثر جنونًا… لكنه بطريقة ما أكثر متعة أيضًا."